# Zelotes keumjeungsanensis
Zelotes keumjeungsanensis är en spindelart som beskrevs av Paik 1986. Zelotes keumjeungsanensis ingår i släktet Zelotes och familjen plattbuksspindlar. Inga underarter finns listade i Catalogue of Life.